# Asparagus sapinii
Asparagus sapinii — вид рослин із родини холодкових (Asparagaceae).

## Біоморфологічна характеристика
Рослина схожа на A. nelsii, але гілочки з дуже короткими зеленими волосками (не гілки з білуватим запушенням).

## Середовище проживання
Ареал: Заїр.